# حوزه انتخابیه اول فلوریدا
حوزه انتخابیه اول فلوریدا یک حوزه انتخابیه مجلس نمایندگان آمریکا است که در ایالت فلوریدا قرار دارد.